# Trận Berezina
Trận Berezina (hay trận Beresina) là một trận chiến trong cuộc chiến tranh Pháp-Nga (1812) diễn ra từ ngày 26 đến ngày 29 tháng 11 năm 1812 tại thị trấn Borisov (nay thuộc Belarus) bên bờ sông Berezina, giữa quân đội Đệ nhất đế chế Pháp (Grande Armée, có nghĩa là ''Đội quân vĩ đại'') và quân đội Nga. Sau trận đánh này, quân đội Pháp do hoàng đế Pháp là Napoléon I chỉ huy vượt sông đã thành công trong việc rút khỏi lãnh thổ Nga, nhưng chịu thiệt hại nặng nề.

## Bối cảnh lịch sử
Cuối tháng 6/1812, hoàng đế nước Pháp là Napoléon I phát động chiến tranh với đế quốc Nga, một phần do Nga hoàng Aleksandr I trước đó đã liên tục có những động thái chống lại liên minh với Pháp. Trong vòng 3 tháng đầu của cuộc chiến, đội quân Grande Armée đã liên tiếp giành nhiều thắng lợi trước quân đội Nga lúc đó do nguyên soái Barclay de Tolly chỉ huy, buộc Nga hoàng Aleksandr I phải bổ nhiệm nguyên soái Mikhail I. Kutuzov làm tổng tư lệnh mới của quân đội.
Trong trận chiến tại làng Borodino, quân Pháp giành thắng lợi kiểu Pyrros về mặt chiến thuật. Họ chịu thiệt hại nặng nề mà không thể hủy diệt hoàn toàn quân Nga để giành chiến thắng quyết định. Sau đó, do bị áp đảo quân số và hỏa lực trước đối phương, nguyên soái M.I.Kutuzov buộc phải ra quyết định rút lui, bỏ ngỏ con đường dẫn đến Moskva, để xây dựng căn cứ đầu não của quân kháng chiến Nga tại làng Taroutino.
Mặc dù Napoléon I chiếm được Moskva nhưng thành phố đã cháy rụi, khiến quân đội viễn chinh Pháp mất đi nơi trú ẩn an toàn trước khi bước vào mùa đông khắc nghiệt ở nước Nga. Cuối cùng, vào cuối tháng 10 năm đó, quân Pháp đành phải rút quân khỏi Moskva. Trong hai tuần, quân Pháp đã chịu thiệt hại nặng nề tại trận Krasnoi.

## Diễn biến
Ngay từ đầu tháng 11/1812, Nga hoàng Aleksandr I lệnh cho nguyên soái Mikhail Illarionovich Kutuzov ngăn chặn quân viễn chinh Pháp vượt qua sông Berezina. Vị tổng tư lệnh 66 tuổi của quân đội Nga phân công đô đốc Pavel Vasilievich Chichagov và đại tướng Pyotr Khristianovich Wittgenstein chỉ huy 64.000 quân cơ động nhanh chóng hành quân đến bờ sông Berezina để truy kích quân Pháp trước khi họ kịp vượt sông an toàn. Đích thân Kutuzov chỉ huy 54.000 dân quân đến tiếp ứng; họ còn cách bờ sông 40 dặm (64 km) về phía đông. Hai vị tướng chia quân Nga làm hai đạo: tướng Wittgenstein dẫn quân về phía nam để tấn công quân Pháp khi họ còn đang ở bờ đông, trong khi đó Chichagov sẽ dẫn quân về phía tây, vượt sông Berezina trước để đón đầu quân Pháp tại bờ tây, qua đó tạo thế gọng kìm hòng tiêu diệt hoàn toàn quân đội viễn chinh Pháp.

Lược đồ diễn biến trận Berezina

Tuy nhiên, Napoléon I từ trước đó đã bố trí một lực lượng khoảng 9.000 quân dự bị tại thị trấn Borisov bên bờ đông sông Berezina (nay thuộc lãnh thổ Belarus) để yểm trợ cho khoảng 40.000 binh sĩ và 40.000 dân phu qua sông ngay khi lực lượng này đến nơi.
Đến ngày 25/11/1812, quân chủ lực của Napoléon I đến Borisov. Ngay lập tức, hoàng đế Pháp ra lệnh cho thống chế Nicolas Oudinot chỉ huy quân đoàn II tổ chức bọc hậu phía sau cùng nhằm cầm chân quân Nga lâu nhất có thể, qua đó tạo cơ hội để phần lớn lực lượng vượt sông an toàn. Còn thống chế Claude Victor-Perrin, Duc de Belluno lĩnh nhiệm vụ chỉ huy quân đoàn IX đối đầu với đội quân của Wittgenstein.
Hôm sau (26/11), Napoléon I cùng 6 quân đoàn của ông bắt đầu vượt sông Berezina trên những chiếc cầu phao do các kỹ sư Pháp dựng lên trên dòng sông này. Ngay lúc đó, quân đội Nga đã tiếp cận và bắt đầu tấn công gọng kìm quân Pháp.
Đến đêm ngày 28/11, khi hầu hết các quân đoàn đã sang đến bờ tây con sông, họ đã phải đối đầu với đội quân mai phục do tướng Chichagov chỉ huy. Thống chế Oudinot chỉ huy quân đoàn II, dưới sự yểm trợ của quân đoàn III của thống chế Michel Ney đã cố gắng bọc lọt cho 3 binh đoàn chủ lực do Napoléon I chỉ huy, tiếp tục rút chạy về phía đông về hướng Zembin (nay thuộc vùng Minsk của Cộng hòa Belarus). Còn ở bờ đông, đại tướng Wittgenstein vẫn đang cố gắng tiêu diệt lực lượng quân dự bị Pháp của thống chế Victor-Perrin.
Cuối cùng, khoảng 50-75% lực lượng viễn chinh Pháp vượt sông an toàn vào ngày 29/11/1812. Chiếc cầu phao bắc qua sông Berezina bị phá hủy ngay sau đó, bỏ lại phía sau cả một đạo quân "thứ hai", bao gồm các binh sĩ theo sau và dân thường. Cả dòng sông Berezina chứa đầy thi thể bị đóng băng của các chiến sĩ tử trận của cả hai bên.

## Kết quả
Sau cuộc vượt sông Berezina, Napoléon I đã cứu quân đội của ông thoát khỏi nguy cơ bị bao vây và bị tiêu diệt hoàn toàn, được ví như một Phép lạ cho nước Pháp. Chưa kể toàn thể những người Pháp bị bỏ lại đều có kết cục bi thảm. Kể từ đó, từ Bérézina trong tiếng Pháp cũng có nghĩa là ''thảm họa'', hay thường được dùng để chỉ một sự thiệt hại to lớn đối với một đội quân. Sau đó, quân viễn chinh Pháp tiếp tục rút về Ba Lan, nhưng kỉ luật quân đội của họ đã mất dần.. Một năm sau (1813), cuộc Chiến tranh Vệ quốc của người Nga đã toàn thắng.